# クンゲル県
クンゲル県（クンゲルけん、Département de Koungheul）は、セネガル中部カフリン州の県。2006年よりカフリン県から分離されて設置された。クンゲル市とマカ・ヨップ郡からなる。